# Историческа поляна
Историческа поляна е местност в средна Стара планина, под връх Хаджи Димитър (до 29 юни 1942 г. – връх Бузлуджа). На 2 август (20 юли по стар стил) 1891 г. там се провежда Бузлуджанският конгрес, на който е основана Българската социалдемократическа партия, по-късно наследена от БКП, а днес – от БСП.
На върха над поляната, през периода на социализма е построен Дом-паметника на БКП.
Българската социалистическа партия редовно празнува всяка поредна годишнина от основаването на БСДП, като организира Събор на левицата в местността.